# Katie Higgins
Katie Higgins Cook (de soltera Johnson) es una aviadora estadounidense y oficial del Cuerpo de Marines de los Estados Unidos. En 2015, se convirtió en la primera mujer piloto de los Blue Angels, y voló el avión de transporte C-130 «Fat Albert» durante dos temporadas. Su primer show con el equipo de demostración de los Blue Angels fue en El Centro, California, en marzo de 2015. Entonces conocida como la capitana Katie Higgins, hizo su debut con los Blue Angels a la edad de 28 años.

## Primeros años y educación
Higgins, piloto de tercera generación, creció en una familia militar que se mudaba con frecuencia, viviendo en lugares como California y Japón. Su padre, Bill Johnson, se graduó de la Academia Naval en 1981 y voló un F-18 Hornet en la Marina de los Estados Unidos y luego trabajó como ingeniero para Northrop Grumman. Se graduó de W. T. Woodson High School en Fairfax, Virginia, en 2004.
Higgins completó una licenciatura en ciencias políticas de la Academia Naval de los Estados Unidos en Annapolis, Maryland, en 2008. Comisionada como Segunda Teniente en el Cuerpo de Marines de los Estados Unidos, pasó a estudiar seguridad internacional en la Universidad de Georgetown, donde completó una Maestría en Artes en 2009. Tiene un hermano menor que también se graduó de Annapolis en 2010 y trabaja en explosivos.

## Carrera

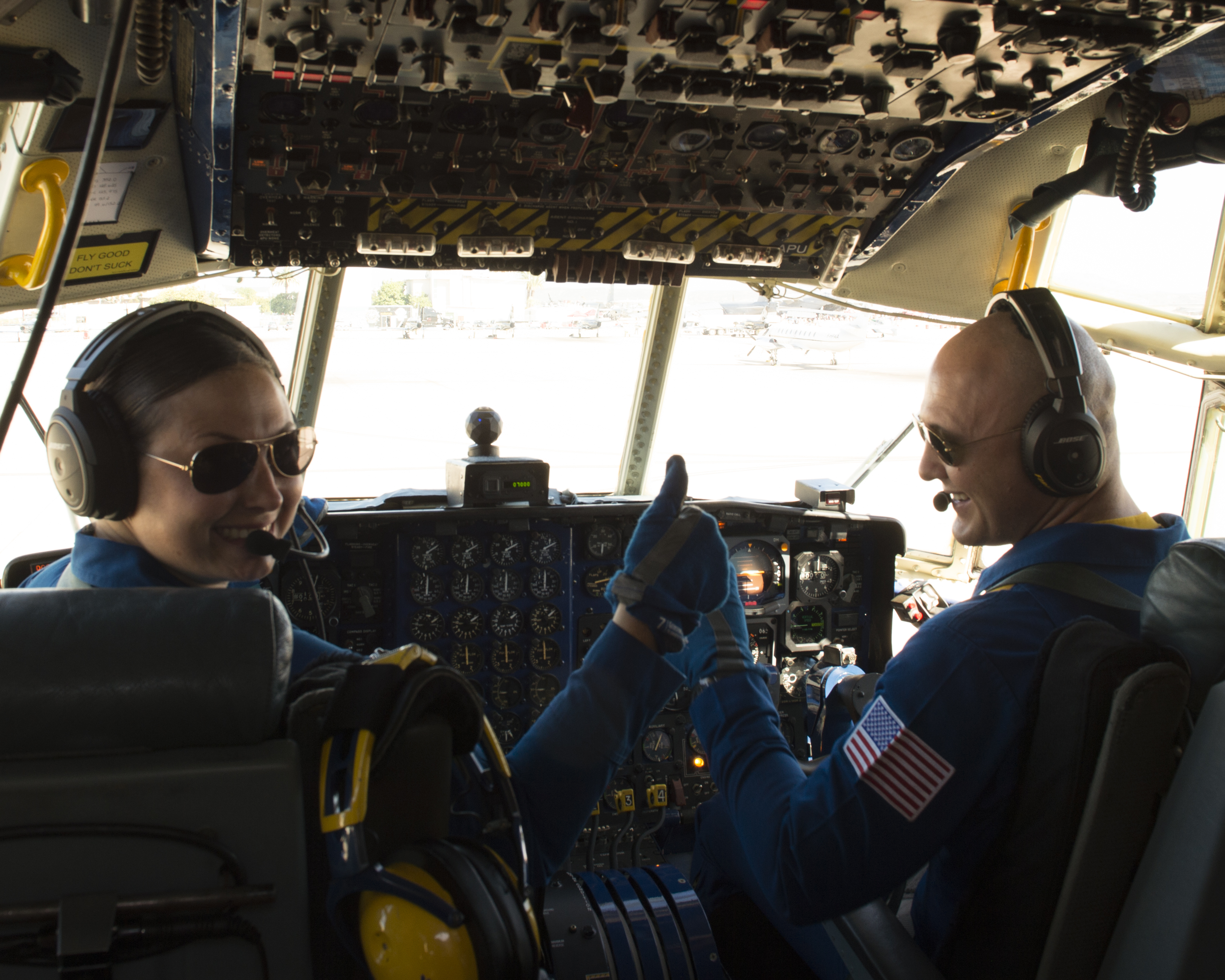
Higgins pilotando Blue Angels C-130 con el mayor Mark Hamilton.

Higgins se convirtió en aviadora naval con el Escuadrón 252 de Transporte de Reabastecimiento Aéreo Marino. Sirvió en Afganistán en apoyo de Operación Libertad Duradera. A los 26 años, en su primera acción contra los talibanes en 2013, pilotó un KC-130 (distintivo de llamada «Filth02»), que disparó dos misiles Hellfire y eliminó una posición enemiga, salvando la vida de un grupo de Marines. También se desplegó en África con la Fuerza de Tarea Marina Aire-Tierra para Propósitos Especiales - Respuesta a Crisis en apoyo de las operaciones de contingencia. Para 2015, había volado casi 400 horas de combate en siete países.

### Blue Angels
En julio de 2014, el Escuadrón de Demostración de Vuelo de la Marina de los Estados Unidos. anunció la selección de la capitana de marina Higgins y otros oficiales para el equipo de demostración de 2015. El anuncio se produjo poco después de que un excomandante de los Blue Angels, el capitán Gregory McWherter, fuera reprendido por permitir la pornografía en las cabinas y otras prácticas lascivas. Higgins recibió repetidos comentarios de que la única razón por la que fue seleccionada fue porque era mujer, pero insistió en que, con los Blue Angels, «el candidato que mejor se adapta obtiene el trabajo, independientemente del género».
Higgins estuvo en su primera demostración de los Blue Angels en marzo de 2015. El C-130 Hercules llamado «Fat Albert», que piloteó en rotación con otros marines, es el acto de apertura de cada espectáculo de los Blue Angels que dura ocho minutos y medio. La maniobra más rápida realizada por Fat Albert se llama «ruta plana», volando a 370 millas por hora a 40 pies. Otras maniobras incluyen el «pase de desfile», un pase de 300 pies en un ángulo de 60 grados, y el «ascenso de paso alto», un ascenso de 45 grados a 1200 pies, seguido de una picada de nariz empinada que provoca ingravidez para los pasajeros. en la parte trasera del avión.
En 2019, era conocida como Katie Higgins Cook y había alcanzado el rango de Marine Major.

## Apariciones en los medios
En 2020, Higgins hizo una aparición especial en el estreno de la temporada 24 de The Bachelor. Durante el episodio, ayudó al soltero Peter Weber, un piloto de Delta Air Lines, a organizar una cita grupal, en la que sometió a las concursantes a un programa de entrenamiento de vuelo que incluía un giróscopo.
La mayor Katie Higgins Cook fue reconocida en American Valor: A Salute to Our Heroes, un especial de televisión ganador de un Emmy producido por el American Veterans Center y narrado por Harrison Ford.

## Vida personal
Higgins se casó con su compañero piloto de los Blue Angels, Dusty Cook, a quien conoció cuando ambos estaban en VMGR-252 y comenzaron a salir después de que él dejó el equipo de los Blue Angels. Tienen dos hijos y viven en Texas.

## Galería

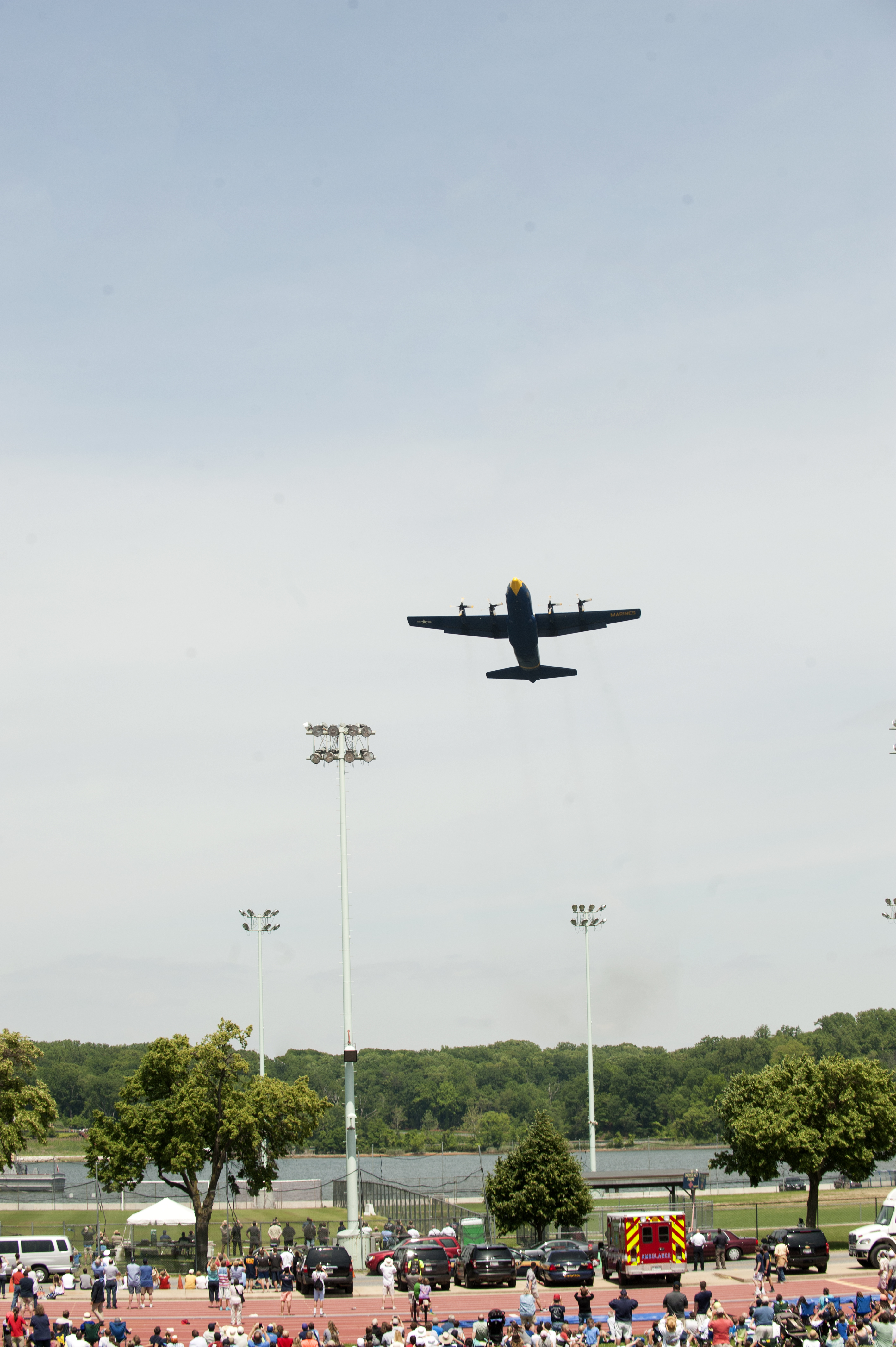
Blue Angels C-130 pilotado por la capitana Higgins, mayo de 2015.
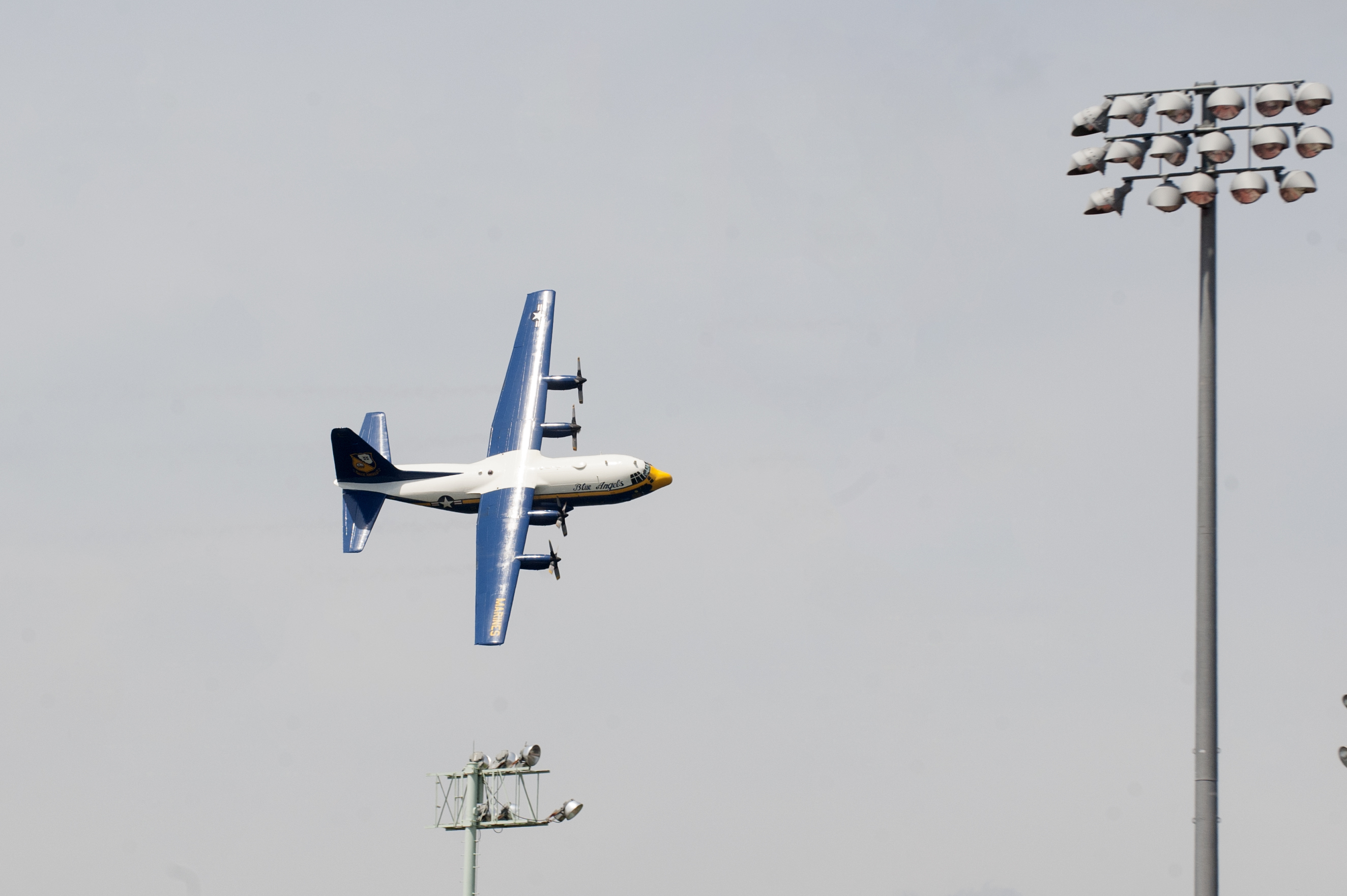
«Fat Albert» pilotado por Higgins en la Academia Naval de los Estados Unidos, 2015.
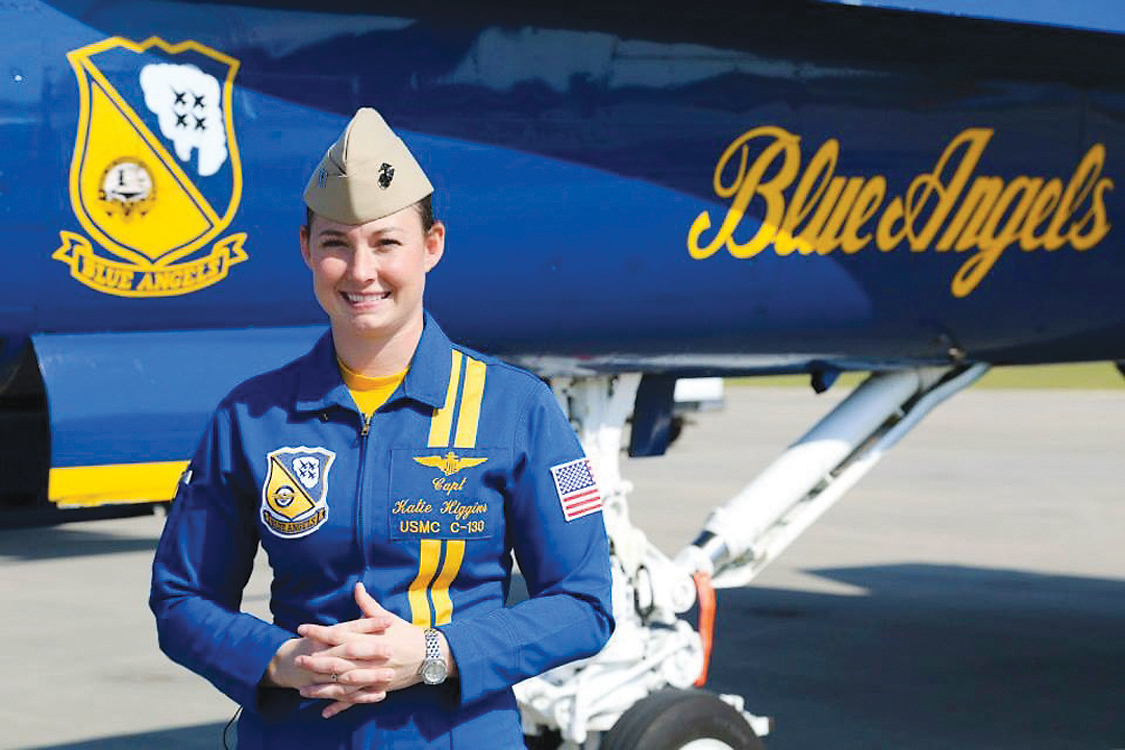
Capitana Higgins hablando con los medios, abril de 2015.
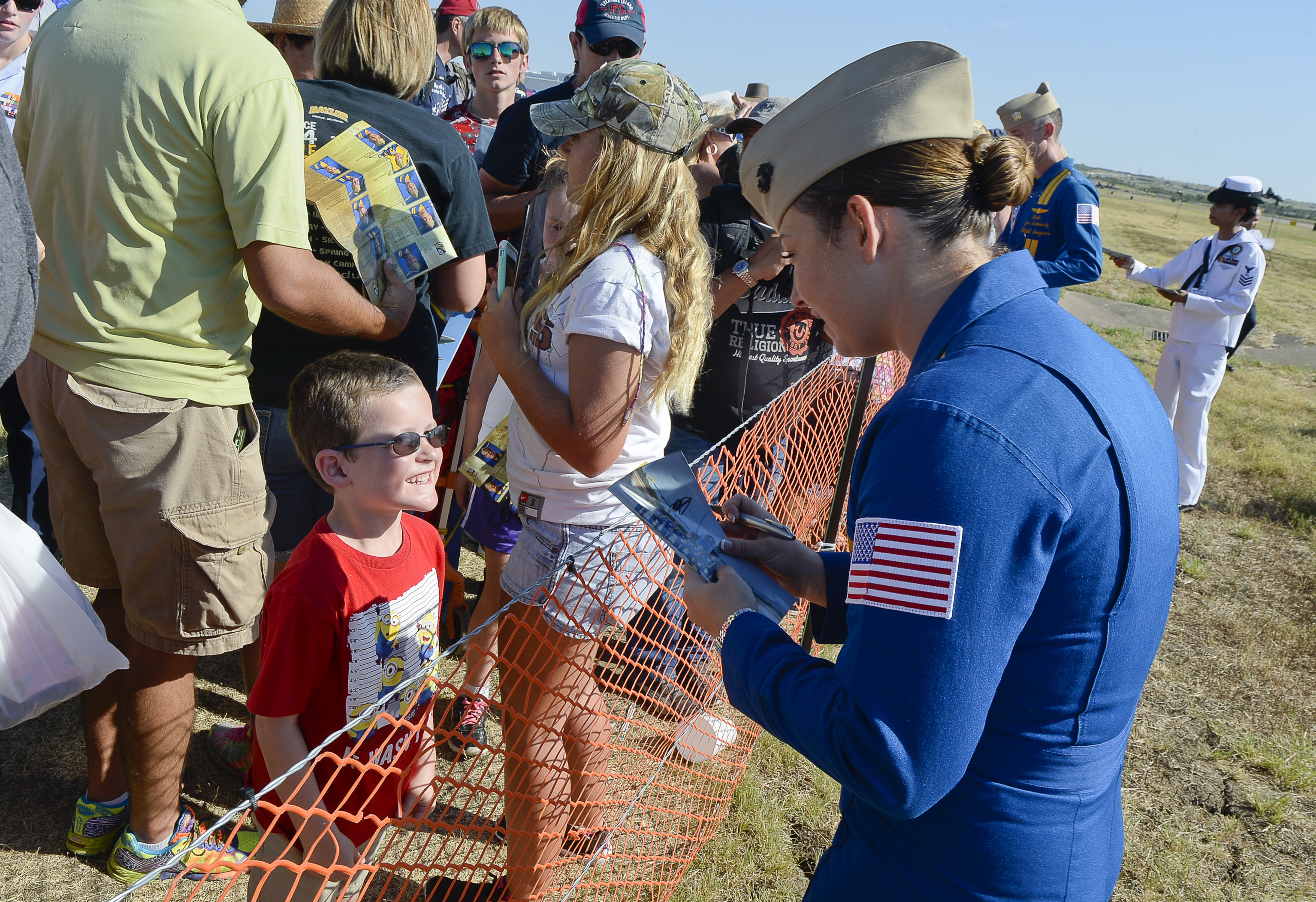
Higgins conociendo a fanes y firmando autógrafos, 2015.
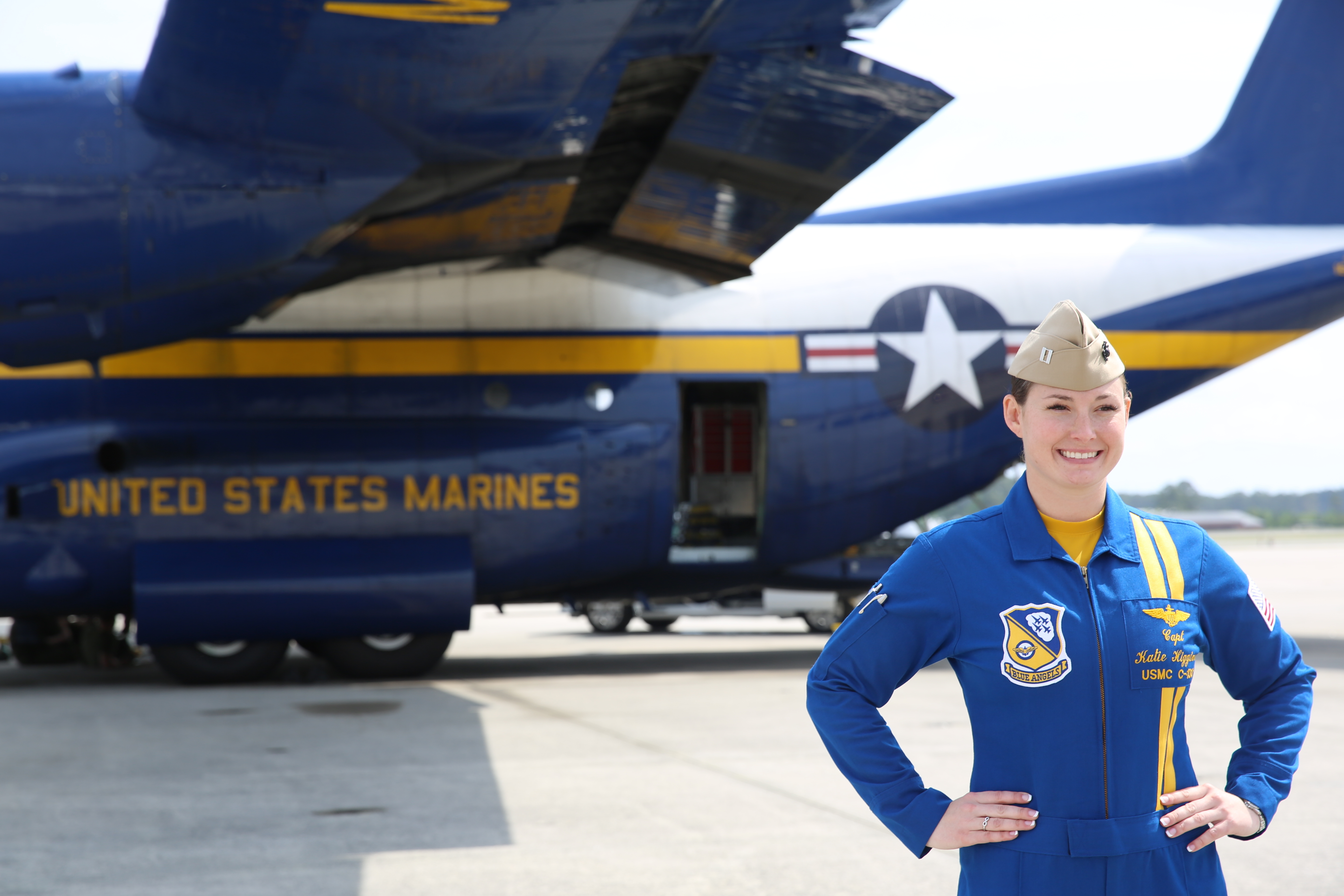
Capitana Higgins posando frente a «Fat Albert», 2016.